# 兰州大学出版社
兰州大学出版社是中华人民共和国的一家出版社，成立于1985年1月，社址位于甘肃省兰州市天水南路222号，由教育部主管、兰州大学主办。

## 历史
1985年1月，兰州大学出版社经文化部出版事业管理局批准成立，隶属于兰州大学。
2009年2月，兰州大学出版社被国家新闻出版总署列入第二批全国高校出版社体制改革范围。2010年11月4日，兰州大学出版社有限责任公司宣告成立。